# 秋山皓太
秋山 皓太（あきやま こうた、1996年〈平成8年〉12月29日 - ）は、日本の元プロバスケットボール選手。新潟県上越市出身。ポジションはシューティングガード兼スモールフォワード。

## 来歴
新潟県上越市出身。小学生から競技を始め、上越教育大学附属中学校で2年次前半まで活躍。その後、全国屈指の強豪校である新発田市立本丸中学校に転校し、一躍全国区のプレーヤーに。富樫勇樹の父でU-16男子日本代表アドバイザリーコーチである富樫英樹の指導を受け、2010年の全国中学校バスケットボール大会で優勝。中学３年の時にU-16日本代表候補に選出され、その時のアシスタントコーチだった井手口孝がコーチを務める福岡第一高等学校に進学した。高校3年の時にウインターカップに出場し、U-18日本代表候補に選出された。
高校卒業後に東海大学に進学、全日本大学バスケットボール選手権大会では２年次に準優勝、４年次には優勝している。この時、秋山はレギュラーに定着はできず主にセカンドユニットとして出場している。また東海大学在学中の2019年2月には金沢武士団に特別指定選手として入団し、2018-19シーズンの12試合に出場し、1試合平均7.3分出場、1.8得点　0.3アシストを記録した。
2019年6月28日に横浜ビー・コルセアーズに入団。2019-20シーズンは40試合に出場し、1試合平均は10.6分出場、4.0得点　0.4アシストを記録した。
2020-21シーズンは50試合に出場し、1試合平均は13.8分出場、3.2得点　0.5アシストを記録した。シーズン終了後の2021年6月4日に契約満了による退団が発表された。
2021年6月16日に京都ハンナリーズに入団。開幕前の練習中に負傷し10月には インジュアリーリスト入り
、2021-22シーズンの公式戦は出場なしに終わった。シーズン終了後の2022年5月12日に契約満了による退団が発表された。
2022年6月30日、2022-23シーズンよりB3リーグに新規参入する立川ダイスに移籍。
2025年、現役引退。同年より女子のWリーグに新規参入を果たしたSMBC東京ソルーアのアシスタントコーチに就任。

## 人物

### バスケットボールプレイヤーとしての特徴
- 2019年の時点の自己評価として、これといった武器はあまりないが、シュートが入らない日でもディフェンスやリバウンドをハードに行い、得点以外でも貢献することが自分の特長だと述べている[15]。
- 2020年におけるインタビューではシュートとディフェンスが持ち味と述べている[16]。
- 感情を表に出さない。試合の時は、内に秘めるタイプである[16]。

### その他
- 基本的に無趣味で、休日は映画をネットのオン・デマンドで観たり、友達と食事に行くくらいである。ファッションにまったく興味がなく、大学の時は外を出歩く事も少なかったので、私服は数えるほどしか持っていなかった[16]。
- 個人的には負けず嫌いな所が少なく、負けても『ああこの人、凄いんだな』って思うだけとの事。大学時代に後輩に抜かれても全然気にせずに、その環境での自分の果たすべき役割を考えていた。ただプロ選手になってアピールや負けん気が必要とも感じてきている[16]。
- 金沢時代の背番号「78」は「七転び八起き」から、横浜時代の背番号「22」は、横浜への移籍が人生2回目のターニングポイントという気概を表すため「2」を付けたかったが使われていたので「22」にしたとのこと[17]。

## 個人成績
| シーズン   | チーム | GP | GS | MPG  | FG%  | 3P%  | FT%  | RPG | APG | SPG | BPG | TO  | PPG |
| ---------- | ------ | -- | -- | ---- | ---- | ---- | ---- | --- | --- | --- | --- | --- | --- |
| B2 2018-19 | 金沢   | 12 | 0  | 7.3  | .320 | .294 | 1.00 | 0.7 | 0.3 | 0.1 | 0.0 | 0.2 | 1.8 |
| B1 2019-20 | 横浜   | 40 | 0  | 10.6 | .364 | .330 | .714 | 0.7 | 0.4 | 0.5 | 0.0 | 0.1 | 4.0 |
| B1 2021-22 | 横浜   | 50 | 4  | 13.8 | .340 | .325 | .867 | 0.7 | 0.5 | 0.3 | 0.0 | 0.4 | 3.2 |

## ギャラリー

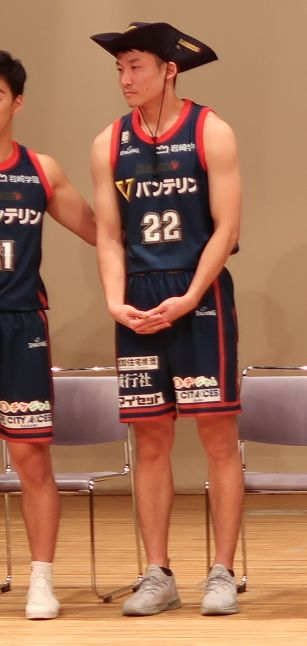
2020-09-25
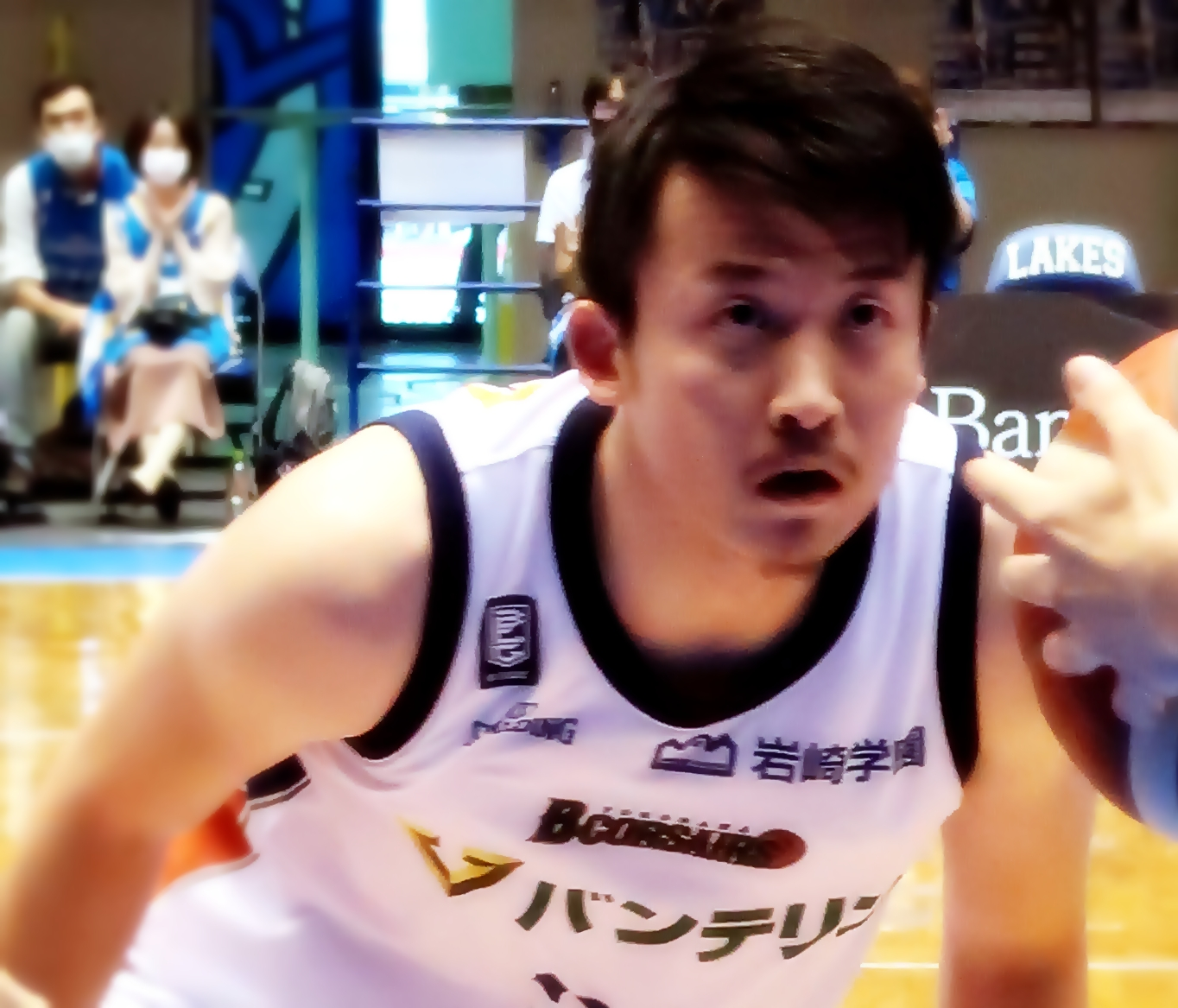
2020-10-10
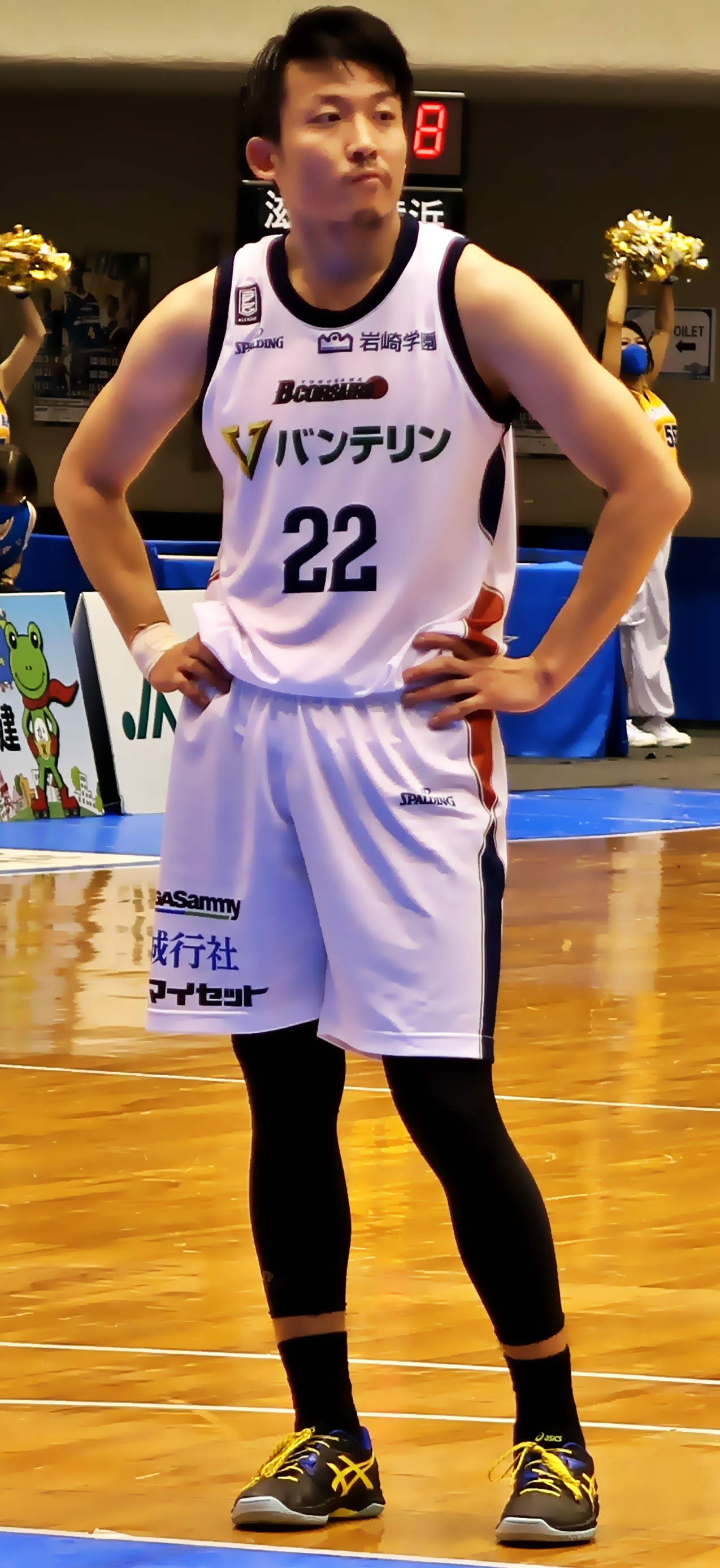
2020-10-11
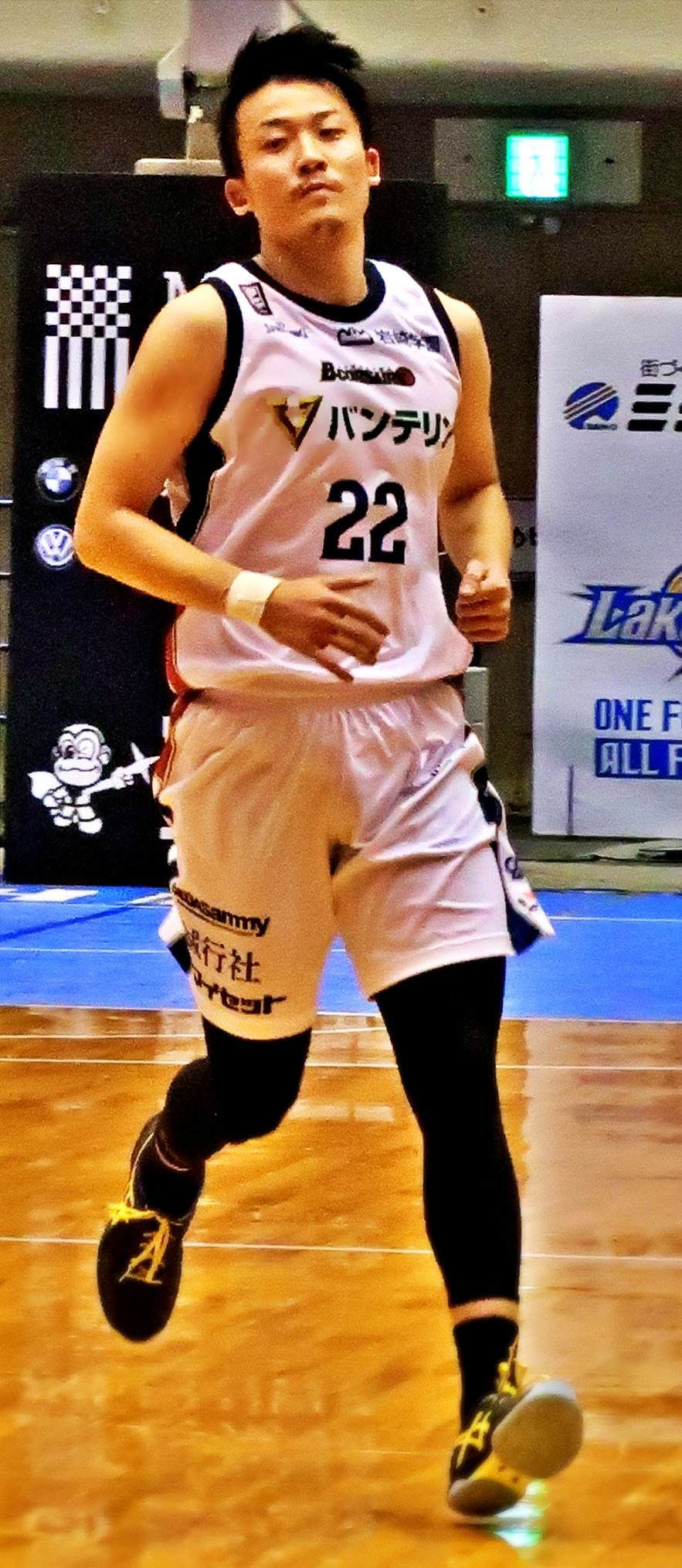
2020-10-11